# Bernardswiller
Bernardswiller es una localidad y comuna francesa, situada en el departamento del Bajo Rin en la región de Alsacia.
La comuna es uno de los centros de producción vinícola dentro de la llamada ruta de los vinos de Alsacia.

## Demografía
| 815 | 989 | 1018 | 1031 | 1056 | 1220 |
| Para los censos de 1962 a 1999 la población legal corresponde a la población sin duplicidades (Fuente: INSEE [Consultar]) |     |      |      |      |      |